# Buchhorst
Buchhorst è un comune di 148 abitanti dello Schleswig-Holstein, in Germania.

Appartiene al circondario (Kreis) del ducato di Lauenburg (targa RZ) ed è parte della comunità amministrativa di Lütau.